# 蔡佩君
蔡佩君（1979年—），出生於台灣鹿港，是寶成集團董事長蔡其瑞的長女，現任寶成集團執行長。

## 生平
其父蔡其瑞，是寶成集團董事長。她是長女。
蔡佩君在國中時，移居美國，在賓州大學華頓商學院畢業後，回台，擔任蔡其瑞的特別助理，工作10年。
2012年，擔任寶成集團執行長。上任後，她進行大規模裁員，甚至因此造成許多元老級的公司高層主動請辭。因為此一事件，臺灣媒體給蔡佩君冠了一個「鐵血公主」的外號。

## 家庭
丈夫谷有為，出身政治世家，父親谷家泰，是谷正綱長子。谷有為從小在美國長大，南加大電機工程研究所碩士。2015年5月7日，兩人結婚。